# Општина Гавождија (Тимиш)
Гавождија (рум. Gavojdia) општина је у Румунији у округу Тимиш.
Oпштина се налази на надморској висини од 143 m.